# ByteDance

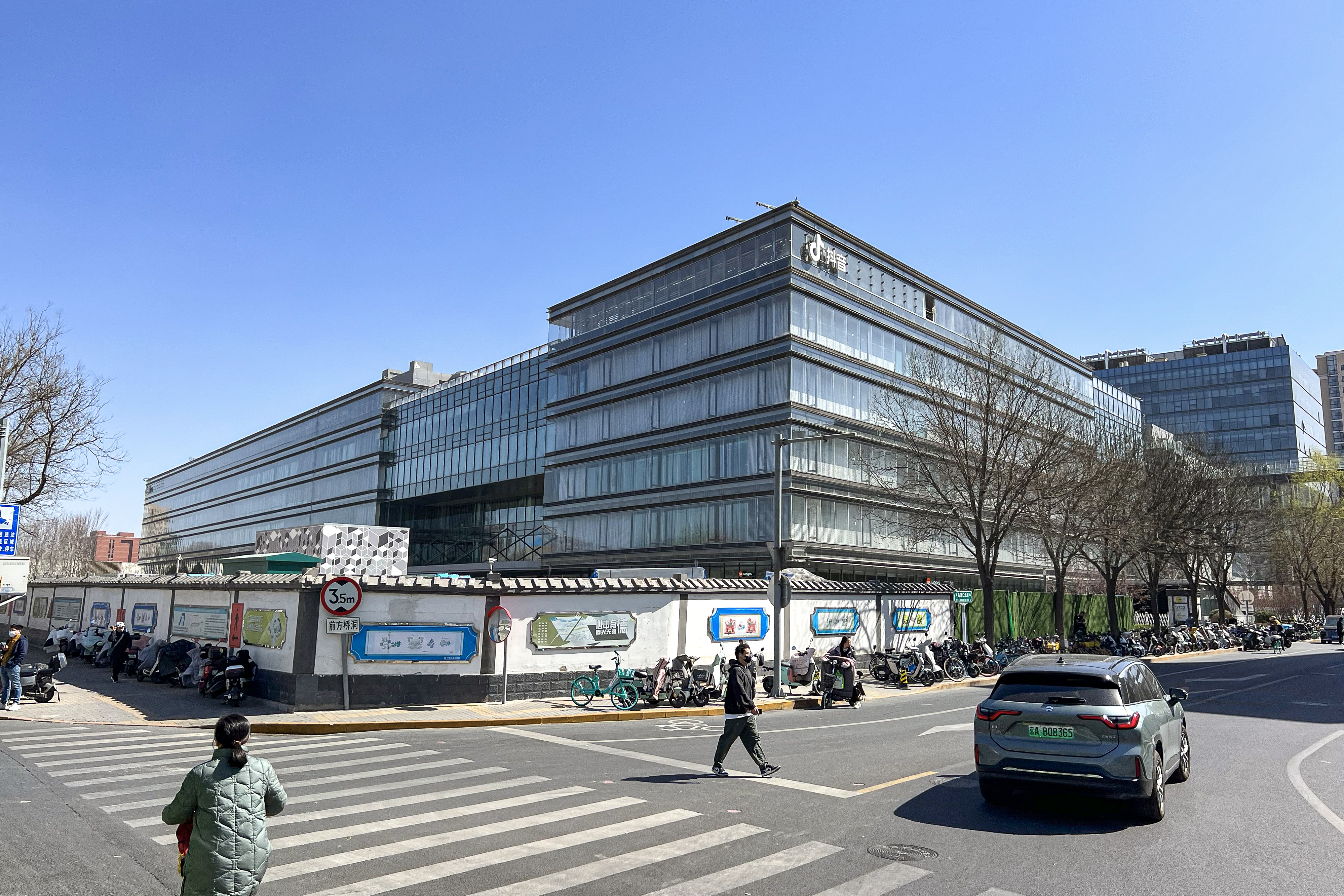
ByteDance-Hauptsitz in Peking

Beijing Bytedance Technology Ltd. (chinesisch 北京字节跳动科技有限公司, Pinyin Běijīng Zìjié Tiàodòng Kējì Yǒuxiàn Gōngsī, kurz 字节跳动), kurz ByteDance, ist ein chinesisches Internet-Technologieunternehmen, das mehrere auf maschinellem Lernen beruhende Content-Plattformen besitzt und seinen Sitz in Peking hat. Das Unternehmen wurde 2012 von Zhang Yiming gegründet und stieg schnell zu einem der weltweit führenden Anwender künstlicher Intelligenz auf. Seit 2015 ist es weltweit aktiv und in Europa vor allem durch das Videoportal TikTok bekannt. Andere beliebte Apps sind zum Beispiel Capcut.

## Geschichte
Das Kernprodukt von ByteDance, Toutiao (头条,  tóutiáo – „Aufmacher, Schlagzeilen“), ging im August 2012 online und ist eine beliebte Inhaltsplattform in China. Toutiao begann als Nachrichtenwebsite und entwickelte sich allmählich zu einer Plattform, die Inhalte in einer Vielzahl von Formaten wie Texten, Bildern, Frage-und-Antwort-Beiträgen, Mikroblogs und Videos bereitstellt. Toutiao bietet seinen Benutzern personalisierte Informations-Feeds an, die auf maschinellen Lernalgorithmen basieren. Ein Inhaltsfeed wird basierend auf dem, was das Gerät über die Leseeinstellungen eines Benutzers lernt, aktualisiert.
ByteDance war 2017 auch Entwickler der mobilen Video-Sharing-App Tiktok (Eigenschreibweise TikTok). Nachdem das Unternehmen das Start-up musical.ly erworben hatte, kombinierte das Unternehmen die beiden Plattformen unter dem Namen Tiktok zu einer einzigen Anwendung. Weitere Anwendungen, die das Unternehmen bereitstellt, sind BuzzVideo, Vigo Video, CapCut und Gauth.
Im ersten Halbjahr 2018 wuchs ByteDance monatlich etwa 400 Prozent und hatte im November 2018 täglich über 800 Millionen aktive Benutzer auf allen seinen Plattformen. Das Unternehmen hatte im November 2018 einen Wert von 75 Milliarden US-Dollar und gilt als das wertvollste „Einhorn“ (Start-Up-Unternehmen) der Welt. Im selben Jahr investierte Softbank-Gründer Masayoshi Son 3 Milliarden US-Dollar in das Unternehmen.
Das Unternehmen erreichte im Mai 2020 einen Firmenwert von 100 Milliarden US$.
Im Mai 2021 gab Zhang bekannt, dass er Ende des Jahres als CEO zurücktreten werde; sein Nachfolger wird Co-Gründer Liang Rubo sein.
Im Jahr 2021 war ByteDance der zweitgrößte Kunde der Google Cloud Platform. Ende 2021 startete ByteDance seine neue Technologieplattform Volcano Engine, die auf seine Dienste zurückgreift.
Im Geschäftsjahr 2022 erreichte das Unternehmen einen Umsatz von über 80 Milliarden US$ und stieg damit zu den führenden Internetunternehmen in China auf. Mindestens seit demselben Jahr arbeitet ByteDance mit Broadcom bei der Entwicklung von KI-Chips zusammen.
Im November 2024 lag der Unternehmenswert von ByteDance bei knapp 300 Milliarden US-Dollar.

## Verbindungen zum chinesischen Staat
Wie viele chinesische Unternehmen hat ByteDance ein internes Komitee der Kommunistischen Partei Chinas (KPCh), das die Parteimitglieder unter den Mitarbeitern organisiert. Der Vizepräsident Zhang Fuping dient hierbei als Parteikomitee-Sekretär. Die Parteikomitee-Mitglieder treffen sich seit 2017 regelmäßig, um die Reden des Staatspräsidenten und „Überragenden Führers“ Xi Jinping zu studieren. ByteDance hat auch eine strategische Partnerschaft mit dem Ministerium für Öffentliche Sicherheit, das der Öffentlichkeitsarbeit des Ministeriums dient, sowie Joint Ventures mit einem staatlichen Verleger in Peking und einer Medienfirma in Shanghai. Das Unternehmen wird dafür kritisiert, dass es im Sinne der Kommunistischen Partei gezielt Inhalte bezüglich der Umerziehungslager in Xinjiang zensiert und überwacht, ebenso wie andere für die chinesische Regierung kontroverse Themen.
Aufgrund der engen Verbindungen zum chinesischen Staat und aus Datenschutzgründen wurde Tiktok im Jahre 2020 in Indien verboten. Auch in den Vereinigten Staaten und weiteren Ländern wird ein Verbot von Tiktok diskutiert. Seit 2022 wird ByteDance von den Vereinigten Staaten sanktioniert.
Donald Trump sprach sich 2024 gegen ein Verbot der Plattform in den USA aus, nachdem ByteDance-Investor Jeff Yass für seinen Wahlkampf gespendet hatte.

## Eigentumsverhältnisse
Zu den Eigentümern von ByteDance gehören Investoren außerhalb Chinas (60 %), die Gründer und chinesischen Investoren (20 %) sowie die Mitarbeiter (20 %). Zu den ausländischen Investoren gehören die Susquehanna International Group, Primavera Capital, BlackRock, Carlyle Group, KKR, SoftBank, Sequoia Capital, General Atlantic und die Hillhouse Capital Group. 2021 erwarb der staatliche China Internet Investment Fund einen Anteil von 1 % an der wichtigsten chinesischen Tochtergesellschaft von ByteDance, Beijing ByteDance Technology und entsendete einen Vertreter in den Vorstand.

## Marken
8th Note Press
8th Note Press ist ein 2023 gegründeter Buchverleger, welcher zuerst 2024 begann in den Handel mit E-Books einzusteigen.
Baike.com
Baike.com ist eine chinesischsprachige Internet-Enzyklopädie, welche 2019 von ByteDance übernommen wurde.
Cap Cut
CapCut wurde im April 2020 erstmals der Öffentlichkeit vorgestellt und ist eine Videobearbeitungssoftware für Anfänger. Im März 2023 hatte CapCut mehr als 200 Millionen aktive Nutzer pro Monat und wurde laut Wall Street Journal sogar häufiger heruntergeladen als die TikTok-App im März 2023.
Douyin
Douyin (chinesisch: 抖音; pinyin: Dǒuyīn), früher A.me genannt, wurde erstmals im September 2016 der Öffentlichkeit vorgestellt und ist die chinesische Version von TikTok. Bei der Anwendung handelt es sich um eine Social-Media-Plattform für Kurzvideos, die sich durch andere Funktionen und Inhalte unterscheidet. TikTok und Douyin haben fast die gleiche Benutzeroberfläche, aber keinen Zugriff auf die Inhalte des jeweils anderen.
Lark
Lark wurde 2019 erstmals der Öffentlichkeit zugänglich gemacht und ist eine Business Software. Lark wurde ursprünglich als internes Tool entwickelt und wurde zur primären internen Kommunikations- und Kollaborationsplattform von ByteDance, wurde aber schließlich in bestimmten Märkten auch externen Nutzern zugänglich gemacht.
Lemon8
Lemon8 ist eine Social-Media-App im Besitz von ByteDance. Erstmals im Jahr 2020 gestartet, wurde sie mit Xiaohongshu oder westlichen Plattformen wie Pinterest oder Instagram verglichen.
Nuverse
Nuverse ist ein Videospiel-Publisher, das 2019 von ByteDance gegründet wurde. 2021 übernahm Nuverse den Publisher Moonton.
TikTok
TikTok wurde im September 2017 erstmals der Öffentlichkeit vorgestellt und ist ein soziales Netzwerk zum Teilen von Videos, mit dem Kurzvideos aus Genres wie Tanz, Comedy und Bildung erstellt werden können. Am 9. November 2017 übernahm ByteDance das in Shanghai ansässige Social-Media-Start-up Musical.ly. Es wurde am 2. August 2018 mit der vorherigen Übernahme von Flipagram zu TikTok zusammengeführt.
Toutiao
Toutiao, das im August 2012 gestartet wurde, begann als Nachrichtenempfehlungsmaschine und entwickelte sich allmählich zu einer Plattform, die Inhalte in verschiedenen Formaten wie Texte, Bilder, Frage-und-Antwort-Beiträge, Microblogs und Videos bereitstellt.
Volcano Engine
Volcano Engine, ist die 2021 gegründete Cloud-Computing-Einheit von ByteDance. Im September 2024 stellte Volcano Engine einen eigenen Generator für KI-generierte Videos vor.
Whee
Whee, eine App zum Teilen von Bildern und zum Versenden von Nachrichten (vergleichbar mit Instagram), wurde im Juni 2024 der Öffentlichkeit vorgestellt, jedoch nicht in den USA verfügbar gemacht.
Xigua Video
Xigua Video, das 2016 zunächst Toutiao Video hieß, ist eine Online-Videoplattform, die von Nutzern erstellte kurze und mittellange Videos anbietet und auch Film- und Fernsehinhalte produziert.